# A Man Called Adam
A Man Called Adam es un film dramático de 1966 protagonizado por Sammy Davis, Jr., Ossie Davis y Cicely Tyson.  Dirigido por Leo Penn, cuenta la historia de un músico de jazz autodestructivo, interpretado por Davis, y las relaciones tumultuosas con la gente en su vida. Además de Davis, el film presenta a Louis Armstrong, Mel Tormé, Peter Lawford y Frank Sinatra Jr.  En esta película debutó Lola Falana.

## Reparto
| Actor             | Personaje                     |
| ----------------- | ----------------------------- |
| Sammy Davis Jr.   | Adam Johnson                  |
| Ossie Davis       | Nelson Davis                  |
| Cicely Tyson      | Claudia Ferguson              |
| Louis Armstrong   | Willie "Sweet Daddy" Ferguson |
| Frank Sinatra Jr. | Vincent                       |
| Peter Lawford     | Manny                         |
| Mel Tormé         | Mel                           |
| Lola Falana       | Theo                          |